# الانتخابات الرئاسية التركية 1954
الانتخابات الرئاسية التركية لسنة 1954 جرت بتاريخ 14 مايو 1954، حيث اجتمعت الجمعية الوطنية الكبرى لاختيار رئيس الجمهورية للمرة العاشرة منذ اعلان الجمهورية، وقد تقدم مرشحان للمنصب للمرة الثانية على التوالي وهما جلال بايار عن حزب الديمقراطية، و عصمت إينونو الذي ترشح للمرة الخامسة عن حزب الشعب الجمهوري. وعلى إثره اسفرت النتائج عن انتخاب جلال بايار بنسبة عالية من اصوات النواب رئيسا للجمهورية التركية للمرة الثانية على التوالي.

## التصويت
| إنتخاب رئيس الجمهورية التركية 14 ماي 1954 | إنتخاب رئيس الجمهورية التركية 14 ماي 1954 | إنتخاب رئيس الجمهورية التركية 14 ماي 1954 | إنتخاب رئيس الجمهورية التركية 14 ماي 1954 |
| ----------------------------------------- | ----------------------------------------- | ----------------------------------------- | ----------------------------------------- |
| عدد أعضاء المجلس                          | عدد أعضاء المجلس                          | عدد أعضاء المجلس                          | 541                                       |
| الحاضرون في التصويت                       | الحاضرون في التصويت                       | الحاضرون في التصويت                       | 513                                       |
| الغائبون عن التصويت                       | الغائبون عن التصويت                       | الغائبون عن التصويت                       | 28                                        |
| الأصوات الباطلة أو الإمتناع               | الأصوات الباطلة أو الإمتناع               | الأصوات الباطلة أو الإمتناع               | 0                                         |
| المترشح                                   | الإنتماء الحزبي                           | النتيجة                                   | النسبة                                    |
| جلال بايار                                | حزب الديمقراطية                           | 486                                       | 89,9%                                     |
| عصمت إينونو                               | حزب الشعب الجمهوري                        | 27                                        | 5,0%                                      |
| نسبة المشاركة                             | نسبة المشاركة                             | نسبة المشاركة                             | 94,8%                                     |